# Championnat de Belgique de football de deuxième division 1996-1997
Navigation
Saison précédente Saison suivante
Le championnat de Belgique de football D2 1996-1997 est la 80e édition du championnat de deuxième niveau national en Belgique. Il oppose 18 équipes, qui s'affrontent deux fois chacune en matches aller-retour. Le championnat est divisé en trois tranches, une de dix matches et deux de douze, faisant l'objet d'un classement séparé. Le vainqueur de chacune des tranches et l'équipe la mieux classée derrière le champion sans avoir remporté de tranche participent à un tour final à quatre pour déterminer le second promu.
La lutte pour le titre concerne trois clubs, le KSK Beveren, relégué en début de saison, le KVC Westerlo et le KMSK Deinze. Le suspense dure jusqu'au bout de la saison et c'est finalement Beveren qui émerge et décroche le titre de champion, renvoyant ses deux rivaux au tour final. Ils y sont opposés à Denderleeuw, vainqueur de la première tranche qui est ensuite rentré dans le rang pour terminer à la sixième place, et au KSV Waregem, quatrième du général. C'est Westerlo, dauphin de Beveren, qui remporte cette mini-compétition au bout du suspense grâce à une victoire décisive lors de la dernière journée.
En bas de tableau, Overpelt-Fabriek est un oiseau pour le chat et est vite condamné à la relégation. L'Union Saint-Gilloise, promue via le tour final la saison précédente, échoue à l'avant-dernière place et est renvoyée en Division 3. La place de barragiste échoit à l'Olympic de Charleroi, également promu en début de saison. Le club ne parvient pas à remporter le tour final de Division 3 et doit redescendre au niveau inférieur.

## Résultats et classements

### Résultats des rencontres
Avec dix-huit clubs engagés, 306 rencontres sont au programme de la saison.

### Classement final
| Rang | Équipe                       | Pts | J  | G  | N  | P  | Bp | Bc | Diff |
| ---- | ---------------------------- | --- | -- | -- | -- | -- | -- | -- | ---- |
| 1    | K. SK BEVEREN                | 67  | 34 | 18 | 13 | 3  | 59 | 27 | +32  |
| 2    | K. VC Westerlo               | 65  | 34 | 18 | 11 | 5  | 54 | 27 | +27  |
| 3    | K. MSK Deinze                | 64  | 34 | 19 | 7  | 8  | 59 | 38 | +21  |
| 4    | K. SV Waregem                | 60  | 34 | 16 | 12 | 6  | 51 | 31 | +20  |
| 5    | R. Cappellen FC              | 58  | 34 | 17 | 7  | 10 | 71 | 52 | +19  |
| 6    | K. FC Denderleeuw            | 54  | 34 | 14 | 12 | 8  | 50 | 34 | +16  |
| 7    | KV Kortrijk                  | 53  | 34 | 13 | 14 | 7  | 53 | 32 | +21  |
| 8    | K. FC Tielen                 | 49  | 34 | 12 | 13 | 9  | 50 | 46 | +4   |
| 9    | KV Oostende                  | 44  | 34 | 9  | 17 | 8  | 41 | 41 | 0    |
| 10   | R. AA Louviéroise            | 43  | 34 | 10 | 13 | 11 | 44 | 57 | -13  |
| 11   | K. FC Turnhout               | 41  | 34 | 11 | 8  | 15 | 46 | 50 | -4   |
| 12   | Patro Eisden                 | 40  | 34 | 9  | 13 | 12 | 35 | 45 | -10  |
| 13   | R. Tilleur FC Liégeois       | 37  | 34 | 10 | 7  | 17 | 50 | 54 | -4   |
| 14   | K. Beerschot VAC             | 37  | 34 | 9  | 10 | 15 | 41 | 56 | -15  |
| 15   | K. FC Verbroedering Geel     | 35  | 34 | 7  | 14 | 13 | 31 | 45 | -14  |
| 16   | R. Olympic Club de Charleroi | 33  | 34 | 8  | 9  | 17 | 54 | 81 | -27  |
| 17   | R. Union Saint-Gilloise      | 26  | 34 | 8  | 2  | 24 | 35 | 71 | -36  |
| 18   | K. V&V Overpelt Fabriek      | 18  | 34 | 4  | 6  | 24 | 33 | 70 | -37  |

Légende
- Champion de Division 2 1997 et promu en Division 1 la saison suivante
- Club qualifié pour le tour final d'accession à la Division 1
- Club devant disputer le tour final de Division 3 pour assurer son maintien
- Club relégué pour la saison suivante

Abréviations
 : club promu de Division 3 depuis la saison précédente
 : club relégué de Division 1 depuis la saison précédente

### Tour final

#### Classement final et résultats
Légende
- Club promu en Division 1 la saison prochaine

| Rang | Équipe            | Pts | J | G | N | P | Bp | Bc | Diff |  | Résultats (▼ dom., ► ext.) | WES | WAR | DEN | DEI |
| ---- | ----------------- | --- | - | - | - | - | -- | -- | ---- |  | -------------------------- | --- | --- | --- | --- |
| 1    | K. VC Westerlo    | 13  | 6 | 4 | 1 | 1 | 13 | 9  | +4   |  | K. VC Westerlo             |     | 1-2 | 3-1 | 2-1 |
| 2    | K. SV Waregem     | 12  | 6 | 4 | 0 | 2 | 10 | 7  | +3   |  | K. SV Waregem              | 2-3 |     | 2-1 | 2-1 |
| 3    | K. FC Denderleeuw | 9   | 6 | 3 | 0 | 3 | 11 | 12 | -1   |  | K. FC Denderleeuw          | 2-3 | 1-0 |     | 4-3 |
| 4    | K. MSK Deinze     | 1   | 6 | 0 | 1 | 5 | 7  | 13 | -6   |  | K. MSK Deinze              | 1-1 | 0-2 | 1-2 |     |

## Récapitulatif de la saison

### Admission et relégation
Le KSK Beveren, champion et le KVC Westerlo, vainqueur du tour final, sont promus en Division 1. Ils y remplacent le Cercle de Bruges et le KV Malines.
Les deux derniers, Overpelt Fabriek et l'Union Saint-Gilloise, sont directement relégués en Division 3. L'Olympic de Charleroi perd en barrages pour le maintien et est également relégué. Il est remplacé par le K. Sint-Niklaasse SK Excelsior, vainqueur de ce tour final de D3.

### Bilan de la saison
| Championnat de Belgique de football de deuxième division 1996-1997 |                          |
| Champion                                                           | K. SK Beveren (4e titre) |
| Dauphin                                                            | K. VC Westerlo           |
| Promotions et relégations                                          |                          |
| Promus en Division 1                                               | K. SK Beveren            |
| Promus en Division 1                                               | K. VC Westerlo           |
| Relégués en Division 2                                             | K. Cercle Brugge SV      |
| Relégués en Division 2                                             | KV Mechelen              |

### Sources et liens externes
- (nl) Classement de la Division 2 1996-1997, sur BSDB
- (nl) Classement du tour final de Division 2 1996-1997, sur BSDB